# Діпан Будлакоті
Діпан Будлакоті (народився 17 жовтня 1989 р.) — уродженець Оттави, найбільш відомий через відмову Канади визнати його громадянство. Його справа, підтримана численними правозахисними організаціями, на тлі широкої мобілізації громадської підтримки, була розглянута кількома канадськими судами і привернула увагу внутрішньої та міжнародної спільноти. Оскільки Будлакоті втратив громадянство, його справа піднімає питання громадянства, безгромадянства та депортації.

## Історія
Будлакоті народився 17 жовтня 1989 року в Оттаві, Онтаріо, в родині громадян Індії, які працювали у посольстві Індії. У розділі 3(2) Закону про громадянство Канади зазначено, що діти дипломатів та їх співробітників, народжені в Канаді, не мають права на громадянство Канади. Уряд Канади стверджував, що на момент народження Будлакоті його батьки працювали прибиральниками у посольстві; Будлакоті стверджував, що його батьки залишили цю роботу кілька місяців до того. Після народження Будлакоті було видано свідоцтво про народження провінції Онтаріо, а потім він отримав два канадські паспорти на підставі jus soli (право на канадське громадянство за місцем народження). У 1992 році батьки Будлакоті подали заявку на постійне проживання, вказавши Будлакоті як утриманця. Заявка була прийнята.
Наприкінці 2010 року Будлакоті був засуджений за торгівлю зброєю, зберігання вогнепальної зброї та кокаїну і засуджений до трьох років позбавлення волі. Комітет підтримки Justice for Deepan, який працював з Будлакоті, щоб розповсюдити інформацію про цю справу, збирав гроші на гонорари юристів, які невпинно зростали, і чинив політичний тиск на обраних посадових осіб, щоб вони скасували рішення про затримання на підставі того, що Будлакоті був спровокований поліцейським без уніформи (який працював під прикриттям), і що Будлакоті визнав свою провину через надміру високі судові витрати.
Поки Будлакоті перебував у в'язниці, Управління громадянства та імміграції Канади визначило, що він не є і ніколи не був громадянином Канади, оскільки зазначене право jus soli мало виключення (воно не розповсюджувалося на дітей працівників дипломатичних установ), і таким чином, Будлакоті незаконно перебував на території Канади на підставі розділу 36(1) Закону про імміграцію та захист біженців . Через це Управління видало наказ про його депортацію. Будлакоті був звільнений у 2012 році в очікуванні судового розгляду рішення Управління з питань імміграції та біженців Канади. В результаті він втратив усі інші відповідні канадські документи, що не дозволило йому працювати, отримувати медичну допомогу, користуватися повною мірою своїх прав на пересування чи жити одному.На території Канади він з того часу перебував у статусі постійного резидента, який давав право на громадянство лише у разі лояльного поводження, і може бути відкликаний у будь-який момент на підставі систематичних порушень закону носієм статусу.

## На суді
У червні 2014 року справу Будлакоті розгляну Федеральний суд. Той стверджував, що були порушені його права на життя, свободу та особисту недоторканність згідно з розділом 7 Хартії прав та свобод. Восени 2014 року Федеральний суд відхилив його клопотання про судовий розгляд, постановивши, що «факт, що паспорти були видані заявнику, у цьому випадку не є визначальним для громадянства». Суд визнав, що подання заяви про громадянство не входить до компетенції суду. Суд відхилив аргумент Будлакоті за статтею 7 Хартії, встановивши, що «відмова у громадянстві не є синонімом депортації» і що «відмова в державному фінансуванні охорони здоров'я не порушує п. 7», згідно з прецедентом Chaoulli v Quebec (AG) .
Будлакоті звернувся до Федерального апеляційного суду, де апеляцію було відхилено. Суд постановив, що він не був особою без громадянства відповідно до Конвенції про скорочення безгромадянства, оскільки він все ще міг «вжити заходів, щоб подати заяву на отримання громадянства в Індії та Канаді» через загальний процес подання заяв на отримання громадянства або посилаючись на «Особливі та незвичайні труднощі» в Законі про громадянство. Суд встановив, що він ще не скористався жодною з цих процедур ні в Канаді, ні в Індії. Будлакоті стверджував, що тодішній міністр громадянства Кріс Александер був упередженим, оскільки речник Олександра раніше засуджував Будлакоті як «злочинця». Суд відхилив цей аргумент, встановивши, що якби Будлакоті звернувся за правилом про «особливі та незвичайні труднощі», труднощі були б «визначальними… [і] ні міністр, ні його посадові особи не прокоментували це питання».
У січні 2016 року було відхилено клопотання про дозвіл на апеляцію до Верховного Суду .

## Проблеми
Цей випадок унікальний і привернув міжнародну увагу. Amnesty International засудила дії канадського уряду, стверджуючи, що, як країна, яка підписала Конвенцію Організації Об'єднаних Націй про скорочення безгромадянства, Канада повинна «діяти, щоб зменшити безгромадянство та відстоювати право на громадянство».

## Злочинна діяльність
8 листопада 2017 року проти Діпана Будлакоті та п'яти інших було оголошено звинувачення після поліцейської операції під назвою Project Landslide, яка включала загалом 83 звинувачення у торгівлі зброєю, володінні доходами, отриманими злочинним шляхом, порушенням заборони на зброю та торгівлі наркотиками. Розслідування, проведене Бюро боротьби з організованою злочинністю провінційної поліції Онтаріо та поліцією Оттави та Гатіно, включало вилучення гвинтівки AR-15, напівавтоматичної гвинтівки SKS зі штиком, пістолета-кулемета Uzi, півдюжини пістолетів та боєприпасів. Наркотики включали 156 000 таблеток метамфетаміну, упакованих у прозорі пластикові пакети розміром з подушку. Серед інших вилучених речей — дерев'яна палиця з шипами, фінський ніж зі свастикою та кастети.